# Mantinada
Mantinada (em grego: μαντινάδα; plural: mantinades, μαντινάδες) é um género musical tradicional grego que consiste na declamação na forma de narração ou diálogo, cantada ao ritmo de música. É comum em várias parte da Grécia, especialmente na ilha de Creta, onde as mantinadas são cantadas com acompanhamento de lira cretense e laouto cretense (um instrumento de cordas aparentado com o alaúde).
O termo deriva do veneziano matinada ("canção matinal"). A mantinada cretense típica consiste em dísticos em rima , frequentemente improsivados com música de dança. A poesia em rima cretense da Renascença, especialmente os versos épicos Erotócritos (Ἐρωτόκριτος), é reminiscente da mantinada e dísticos dessa obra têm sido usados como mantinades. As mantinades falam geralmente de amor ou sátira. São invariavelmente compostos em versos dekapentasyllabos e é usual serem antifónicos, ou seja um verso provoca uma resposta e por sua vez esta leva a outra respostas, e assim sucessivamente.